# Departamento de Canelones
Canelones es uno de los diecinueve departamentos que componen la República Oriental del Uruguay. Su capital es la homónima Canelones y su ciudad más poblada, Ciudad de la Costa.
Está ubicado al sur del país, limitando al norte con Florida, al este con Lavalleja y Maldonado, al sur con el Río de la Plata que lo separa de la República Argentina, al sureste con Montevideo y al oeste con San José. En la parte oeste y norte el límite con los demás departamentos lo forma el río Santa Lucía, y en la parte este lo forman la Cuchilla Grande y el Arroyo Solís Grande. Con 608 960 habitantes en 2023 es el segundo departamento más poblado —por detrás de Montevideo— y con 134,3 hab/km², el segundo más densamente poblado, por detrás de Montevideo.

## Historia
En 1764 se crea un poblado, hoy Santa Lucía, en la zona de San Juan Bautista, como frontera para detener a "los portugueses". En 1776 el cura Juan Miguel Laguna llega a la capilla de Guadalupe (actual ciudad de Canelones). En 1795 se levanta la capilla de Las Piedras.
El 27 de enero de 1816, por decreto del Cabildo de Montevideo refrendado por Artigas, se crea el departamento de Canelones, uno de los primeros seis en que se dividía la provincia Oriental, y cuya primera jurisdicción se extendía desde el Río Santa Lucía hasta el departamento de Montevideo.
En 1851 se da origen al poblado de Sauce. Luego se fueron conformando Tala (cuya denominación es San Salvador de Tala) fundado en 1864, San Ramón en 1867, Progreso en 1871, La Paz en 1872, San Antonio en 1875, San Jacinto en 1876, Soca (antes Santo Tomás de Aquino) en 1877, Santa Rosa en 1879, Joaquín Suárez en 1882, Bolívar en 1886, Toledo en 1889, Cerrillos en 1896, San Bautista en 1901, Tapia en 1922, Migues en 1859 (originalmente Pueblo del Carmen), Barros Blancos en 1951, Montes en 1891, Juanicó en 1953, Paso Carrasco en 1963 y Ciudad de la Costa en 1994.
Desde 1923 la agrupación de casas que existían a orillas del Río Santa Lucía y en el cual se instalaron depósitos de aguas, fue denominada Aguas Corrientes. Los balnearios comenzaron a fraccionarse a partir de 1940. A partir de 1994, los balnearios ubicados desde el arroyo Carrasco hasta el arroyo Pando fueron declarados ciudad, con el nombre de Ciudad de la Costa. Actualmente gran parte de ese municipio está incluido en el llamado Gran Montevideo, formando un conglomerado con la ciudad capital del país.
Las ciudades con mayor número de habitantes son Ciudad de la Costa y Las Piedras. Le siguen Barros Blancos y Pando.

La Costa de Oro (continuación de la mancha urbana montevideana hacia el este) es el centro de atracción durante todo el año. Las playas son todas buenas, y todas con su atractivo particular. Cuchilla Alta es famosa por su chorro de agua dulce en la playa antes del pesquero.
"Canelones es un departamento inolvidable, sobre todo para quien lo visitó durante las cuatro estaciones, contemplando la serenidad de sus cañadas y arroyos, el curso serpenteante del río Santa Lucía, las arenas luminosas, la costa sugerente, los campos y parques que conjugan todos los verdes. Canelones es la amalgama perfecta de la limpidez del aire, el sonido familiar del arado abriendo surcos, el olor penetrante de la tierra, la pincelada definitiva del artista ensimismado, el aroma del buen vino, las voces inconfundibles de sus cantores populares, la pluma sagaz de sus escritores y poetas, y la magia de los amaneceres envueltos en el dulce rumor de las bordonas."
- Xosé de Enríquez

## Gobierno
De acuerdo con el artículo 262 de la Constitución de la República, en materia de administración departamental "el Gobierno y Administración de los Departamentos, con excepción de los servicios de seguridad pública, serán ejercidos por una Junta Departamental y un Intendente. Tendrán su sede en la capital de cada departamento e iniciarán sus funciones sesenta días después de su elección."
Además, "el Intendente, con acuerdo de la Junta Departamental, podrá delegar en las autoridades locales el ejercicio de determinados cometidos en sus respectivas circunscripciones territoriales"(...).

### Ejecutivo
La Intendencia de Canelones es el órgano ejecutivo del departamento. El Intendente es electo de forma directa con cuatro suplentes, por un período de cinco años con posibilidad de reelección.

### Legislativo
La legislatura está ejercida por la Junta Departamental de Canelones, compuesta de 31 ediles, con tres suplentes cada uno, que acompañan a las listas electorales y son elegidos de forma democrática. Los ediles son los encargados de proponer reformas municipales, decretos e impuestos, así como cualquier otro proyecto que estimen conveniente coordinar con el intendente. Estos cumplen la función del Poder Legislativo a nivel departamental.

### Municipios
A través de la ley N.º 18.653 del 15 de marzo de 2010, fueron creados 29 municipios en el departamento de Canelones, cuyos límites de jurisdicción territorial fueron determinados por el decreto N.º 76 de la Junta Departamental de Canelones, de fecha  30 de diciembre de 2009.
En 2013 fue creado el municipio número 30, ubicado entre Progreso y Las Piedras, pasando a denominarse 18 de Mayo.
En 2023 se crearon dos nuevos municipios, Del Andaluz y Juanicó, elevando el número total a 32.

Municipios del departamento de Canelones.

Los municipios son:
- 1) 18 de Mayo[6]
- 2) Aguas Corrientes
- 3) Atlántida
- 4) Barros Blancos
- 5) Canelones
- 6) Ciudad de la Costa
- 7) Colonia Nicolich
- 8) Empalme Olmos
- 9) La Floresta
- 10) La Paz
- 11) Las Piedras
- 12) Los Cerrillos
- 13) Migues
- 14) Montes
- 15) Pando
- 16) Parque del Plata
- 17) Paso Carrasco
- 18) Progreso
- 19) Salinas
- 20) San Antonio
- 21) San Bautista
- 22) San Jacinto
- 23) San Ramón
- 24) Santa Lucía
- 25) Santa Rosa
- 26) Sauce
- 27) Soca
- 28) Suárez
- 29) Tala
- 30) Toledo
- 31) Del Andaluz
- 32) Juanicó

## Relaciones Internacionales

#### Hermanamientos
El Departamento de Canelones tiene hermanamientos con ciudades de 36 Estados alrededor del mundo:
1. Shanxi, China (1992)[7]
2. Pichincha, Ecuador (2007)[8]
3. Departamento de San Pedro, Paraguay (2008)[9]
4. Coahuila, México (2014)[10]
5. Departamento Central, Paraguay (2019)[11]
6. Aguascalientes, México (2022)[12]

## Principales ciudades

### Canelones
Es la capital del departamento y centro administrativo del mismo, es una de las ciudades más importantes del departamento. La población de la ciudad es de 24 185 habitantes. Está dentro del área metropolitana de Montevideo, a 45 kilómetros de la capital nacional.

### Ciudad de la Costa
Con 112 500 habitantes, es ya la segunda mayor ciudad del Uruguay por el número de habitantes. Ubicada al sur del departamento, y formando parte del área metropolitana de Montevideo, es una zona residencial y de servicios de vital importancia, contando con el Aeropuerto Internacional de Carrasco, los accesos de las rutas Interbalnearia Gral. Líber Seregni, 101, Anillo Perimetral (ruta 102), además de contar con el centro cívico y comercial más moderno de todo el país. [cita requerida]

### Las Piedras
Con 71 285 habitantes (censo 2011), es una de las ciudades con mayor nivel comercial e industrial del departamento. Conocida como la Capital de la Uva y el Vino concentra la mayor concentración nacional del sector vitivinícola y la Ruta del Vino de Canelones. Está conurbada con la ciudad de La Paz al sur y Progreso y 18 de Mayo al norte, que a su vez están ligadas con la ciudad de Montevideo.

### Pando
Con 31 000 habitantes, conocida como ciudad industrial, sobre el límite departamental con Montevideo.

### Atlántida
Con 10 000 habitantes, es el principal balneario. Conocido por su belleza y tranquilidad, es un enclave turístico de vital importancia.

## Zonas de Canelones
Desde el punto de vista geográfico, económico y social se compone de tres regiones:
- Al norte y centro, un centro agrícola de cereales, vides, hortalizas y frutales. Se cultivan hierbas aromáticas, generalmente en forma artesanal y ecológica, y hay áreas dedicadas a la producción de leche, cuyo principal mercado es Montevideo.
- Al sur, un cinturón industrial, formado por ciudades y barrios satélites de Montevideo. Sus principales rubros son las industrias alimenticias y tabacaleras.
- La faja costera sobre el Río de la Plata, dividida en dos áreas: la Ciudad de la Costa, que posee numerosos suburbios residenciales de Montevideo y comprende a Shangrilá, Lagomar, Solymar y El Pinar hasta el arroyo Pando, y la Costa de Oro, con balnearios de veraneo: Neptunia, Salinas, Marindia, Atlántida, Las Toscas, Parque del Plata, La Floresta, Costa Azul, Bello Horizonte, Guazuvirá, San Luis, Los Titanes, La Tuna, Araminda, Santa Lucía del Este, Biarritz, Cuchilla Alta, Santa Ana, Balneario Argentino y Jaureguiberry, ya sobre el Arroyo Solís Grande, límite con el departamento de Maldonado.

Atendiendo toda el área metropolitana de Montevideo, en la zona de Paso Carrasco se encuentra ubicado el Aeropuerto Internacional de Carrasco.

## Población e información demográfica

### Principales centros urbanos
Pueblos o ciudades con una población de 5000 o más personas, datos del censo del año 2023 (Fuente: Instituto Nacional de Estadística), a menos que se indique una fecha distinta.
| Ciudad/Pueblo      | Población |
| ------------------ | --------- |
| 18 de Mayo         | 22.592    |
| Atlántida          | 8.139     |
| Barros Blancos     | 35.660    |
| Canelones          | 24.185    |
| Ciudad de la Costa | 114.633   |
| Colonia Nicolich   | 11.582    |
| Joaquín Suárez     | 8.353     |
| La Paz             | 19.132    |
| Las Piedras        | 61.306    |
| Pando              | 31.191    |
| Parque del Plata   | 13.142    |
| Paso Carrasco      | 17.586    |
| Progreso           | 15.999    |
| Salinas            | 11.700    |
| San Ramón          | 7.536     |
| Santa Lucía        | 17.381    |
| Sauce              | 7.446     |
| Tala               | 5.779     |
| Toledo             | 6.520     |

## Transporte

### Rutas
Sobre el departamento canario fluyen 43 rutas nacionales: 5, 8 y 9 son corredores internacionales; 6, 7 e IB son corredores primarios; 10, 11, 12, 32, 33, 34, 35, 36, 40, 46, 47, 48, 49, 62, 63, 64, 65, 66, 67, 68, 69, 70, 74, 75, 80, 81, 82, 84, 85, 86, 87, 88, 101, 102, 103, 107 y 108 son corredores secundarios que conectan localidades entre sí.

### Aéreo
En Paso Carrasco, dentro del área metropolitana de Montevideo, en el departamento de Canelones, está ubicado el Aeropuerto Internacional de Carrasco (Código IATA: MVD), que sirve como principal terminal aérea del país.

### Sistema de Transporte Metropolitano
El Sistema de Transporte Metropolitano es un sistema de transporte regulado por la Intendencia Departamental de Montevideo y abarca toda el área metropolitana de Montevideo, incluidas algunas localidades y ciudades de Canelones.

### Sistema de Transporte Canario
Es el Sistema de Transporte Canario es el sistema de transporte urbano de Canelones, incluido los servicios de taxis.

### Ferroviario
Luego de la gran supresión de trenes de pasajeros de 1988, el ferrocarril fue relegado en todo el país a solamente cumplir servicios menores en el área metropolitana de Montevideo. Dichos servicios dentro del departamento eran hacia ciudades como Canelones, Santa Lucía, Las Piedras, La Paz, Progreso y Empalme Olmos, entre otras. A partir de 2019, lo que quedaba de servicios de pasajeros fue suprimido dado que sobre la línea troncal de la red, es decir, la línea Montevideo-Rivera, está siendo reconstruida completamente y cuyo principal objetivo de brindar servicio a los trenes de carga de la futura planta de celulosa UPM2. Se espera que una vez que se hayan finalizado las obras en 2023, AFE, el gestor de infraestructura ferroviaria estatal, reinstaure los servicios de pasajeros en algunos tramos de la línea.

## Cultura

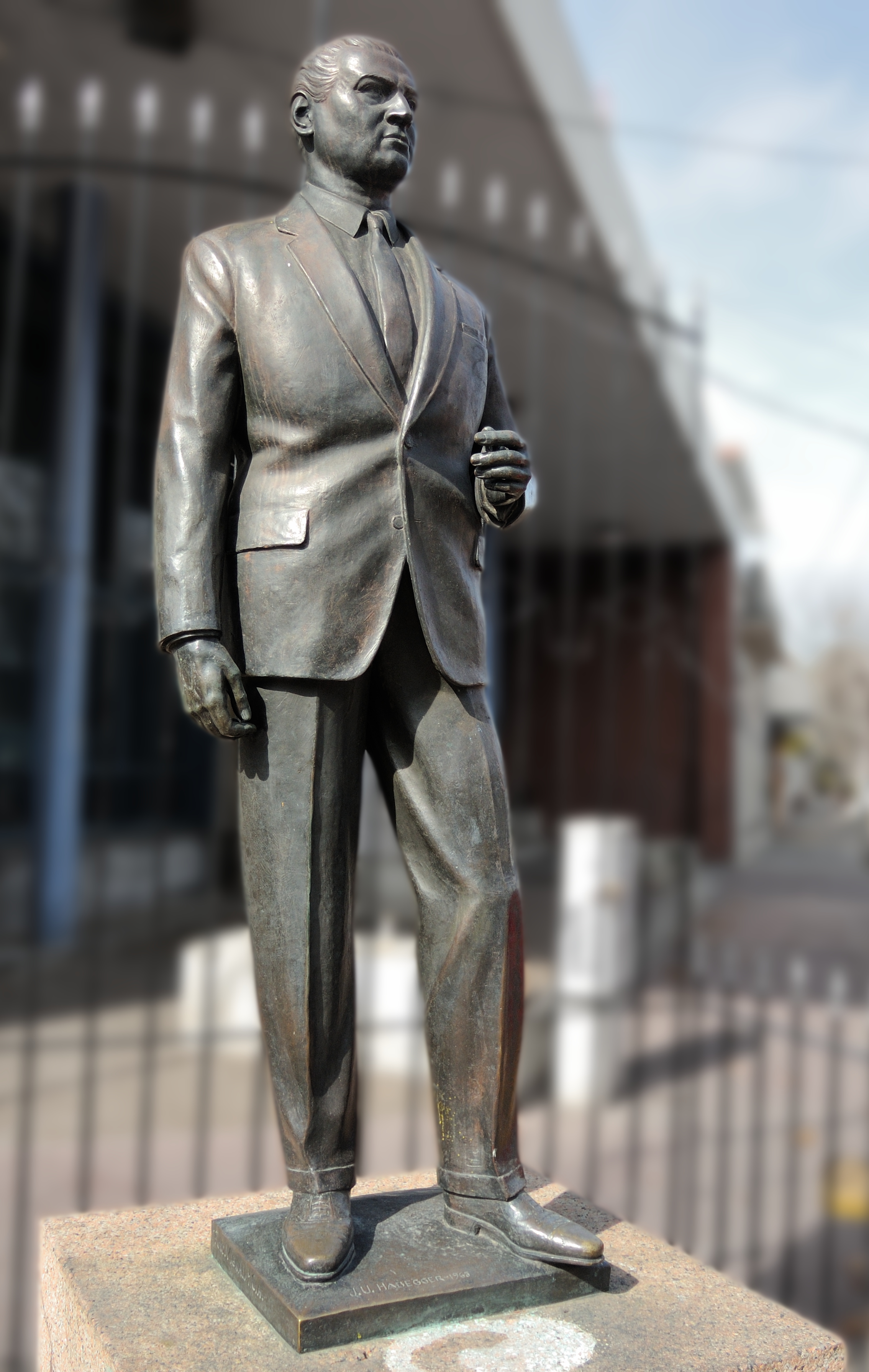
Monumento al cantante de tangos Julio Sosa, nacido en Las Piedras

El Complejo Cultural Politeama - Teatro Atahualpa del Cioppo en la ciudad de Canelones, es uno de los teatros más importantes y principales del departamento. En esa misma ciudad se encuentra el Museo Histórico Juan Spikerman y el museo Arqueológico Prof. Antonio Taddei. 
En la ciudad de Las Piedras se encuentra el Museo de la Uva y el Vino, en el marco de la Ruta del Vino de Canelones. La Escuela Superior de Vitivinicultura se encuentra en el mismo predio, en el edificio patrimonio nacional diseñado por la arquitecta Julia Guarino.